# Furacão Ada
O furacão Ada foi um pequeno mas intenso furacão que afetou severamente a região de Whitsunday, em Queensland, na Austrália, em janeiro de 1970. Foi descrito como um evento decisivo na história das ilhas do arquipélago Whitsunday e foi o ciclone mais prejudicial na cidade de Proserpine na época. No início de janeiro, formando-se no extremo leste do mar de Coral, a agitação do tempo que se tornaria o Ada permaneceu fraca e irregular por quase duas semanas, enquanto se movia lentamente no sentido horário. Indo de forma rápida ao sudoeste, foi chamado de Ada em 15 de janeiro. Todas as observações do furacão nascente foram feitas remotamente com imagens de satélites meteorológicos até passarem por uma estação meteorológica automatizada em 16 de janeiro. O ciclone extremamente compacto, com uma intensidade de apenas 55 km (35 mi), transformou-se em um severo ciclone tropical da categoria 3 da escala da Bureau of Meteorology, pouco antes de alcançar às ilhas Whitsundays às 14h00 UTC, em 17 de janeiro. Às 18h30 UTC, o olho do Ada atravessou a costa no porto de Shute. O furacão fez pouco progresso no interior do país antes de parar o noroeste de Mackay e dissipar-se em 19 de janeiro.
O furacão devastou várias ilhas próprias para centro de férias, em alguns casos destruindo praticamente todas as instalações e cabines turísticas. O maior resorte, localizado na ilha Daydream, foi dizimado, com destruições semelhantes nas ilhas South Molle, Hayman e Long; ao passo que a maioria dos barcos ancorados nessas ilhas foram destruídos, centenas de turistas ficaram presos e exigiram resgate de emergência. Com base na gravidade do dano, as rajadas de vento foram estimadas em 220 km/h (140 mph). Quando Ada chegou ao continente, muitas casas foram danificada ou destruída em comunidades perto do ponto de landfall, incluindo Cannonvale, Airlie Beach e Shute Harbour. A precipitação extrema totalizou 1,25 m e causou inundações maciças de rios nas vias costeiras entre Bowen e Mackay. As enchentes varreram estradas e deixaram alguns locais isolados por dias. No mar, as sete pessoas que estavam desaparecidas foram presumidas mortas depois que o barco arrastão em que estavam presente encontrou o ciclone. Ada matou um total de 14 pessoas, incluindo 11 no mar, e causou danos de 12 milhões de dólares australiano. O furacão revelou insuficiências no sistema de alerta e serviu como um impulso para programas de conscientização de ciclones aprimorados que foram creditados com a salvação de vidas em furacões posteriores.

## História meteorológica

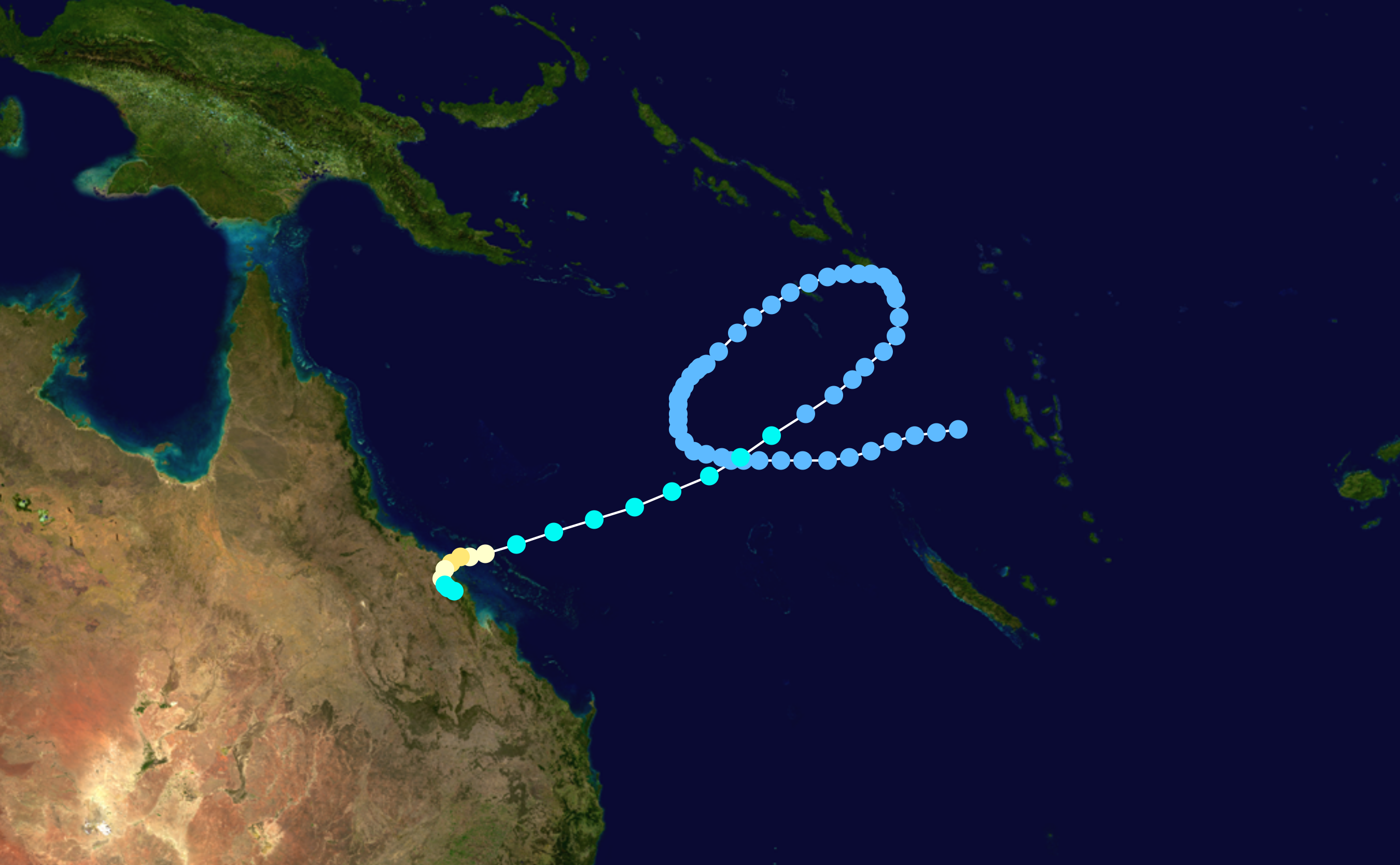
Trajetória do Ada de acordo com a escala Saffir-Simpson.

O furacão Ada foi observado pela primeira vez através de imagens de satélites meteorológicos como uma área irregular por causa do tempo agitado no mar de Coral em 5 de janeiro. Nos estágios iniciais, o fenômeno estava longe dos navios e foi detectado inicialmente apenas pelas estações meteorológicas. Análises posteriores concluíram que a baixa tropical originou-se em 3 de janeiro, a oeste de Vanuatu. Por cerca de dez dias entre 5 e 15 de janeiro, as observações da baixa permaneceram escassas, mas imagens de satélite revelaram que ela lentamente completou um ciclo ciclônico próximo das ilhas Salomão antes de voltar ainda fraco para o sudoeste. Em 15 de janeiro, a Bureau of Meteorology (BoM), do Centro Meteorológico Regional Especializado em Brisbane, definiu Ada como um temporal e emitiu o primeiro alerta para evacuação. Ada atingiu o status de furacão na escala de ciclones tropicais australiana no dia seguinte, sendo seu epicentro próximo as coordenadas 19° S 153.3° O. O furacão continuou dirigindo-se do oeste a sudoeste em direção a Queensland, e às 14h00 UTC, passou por uma estação meteorológica automatizada em Marion Reef, a cerca de 480 km (300 mi) a leste de Bowen. A estação registrou ventos permanentes de até 93 km/h (58 mph).
Com a primeira confirmação da crescente força da tempestade, a BoM emitiu um alerta inicial ao público às 19h00 UTC. O olho do furacão chegou ao alcance do radar meteorológico em Mackay às 06h00 UTC do dia 17 de janeiro. Durante as horas seguintes, o radar revelou que o elemento estava se movendo mais devagar e mais erraticamente do que o esperado, ocasionalmente indo em direção ao leste. Ada foi um furacão excepcionalmente compacto, com um raio de 55 km (35 milhas) de rajadas de ventos, em comparação ao raio de 150 km (100 mi) geralmente considerado "pequeno" para furacões. Entre as 11h00 e as 17h00 UTC do dia 17, o olho do ciclone diminuiu de 28 km (17 mi) para apenas 18 km (11 mi), dados do radar. Como resultado de seu tamanho pequeno, o impacto foi muito mais repentino do que o normal, com pouca chuva e pressões atmosféricas constantes nas horas anteriores ao landfall. Às 12h00 UTC do mesmo dia, Ada atingiu sua intensidade máxima, com ventos máximos sustentados de 10 minutos de duração a 150 km/h (90 mph). Sua classificação foi "severo ciclone tropical da categoria 3".
Começando por volta das 14h00 UTC, o olho de Ada atravessou as ilhas Whitsunday, e à medida em percorria, a pressão caiu para 976 Pa (28,82 inHg) na ilha de Hayman — pouco menos de 30 km (20 mi) a nordeste do porto de Shute no continente — e embora o pico dos ventos não fossem medidos, as rajadas em Hayman foram estimadas em mais de 160 km/h (100 mph); estimações similares foram feitas por um navio durante sua passagem na área. A ilha Dent registrou uma pressão de 965 Pa (28,50 inHg), já que o olho chegou mais próximo de lá às 17h30 UTC. Às 18h30, o fenômeno atingiu o porto de Shute na costa de Whitsunday enquanto ainda estava em intensidade máxima, já na Airlie Beach, cerca de 5 km (3 mi) do local, a pressão do ar caiu para 962 Pa (28,41 inHg), sugerindo que a pressão da tempestade foi ligeiramente menor que o relatado pela Dent. Ao deslocar-se para o mar, o furação desacelerou e foi em direção ao sul, e depois de atingir um ponto a cerca de 60 km (40 milhas) a noroeste de Mackay em 18 de janeiro, tornou-se quase estacionário. Ao mesmo tempo, a estrutura do ciclone começou a deteriorar-se, com vários olhos aparecendo em imagens de radar. Pouco depois das 06h00 de 19 de janeiro, a BoM emitiu seu alerta final, e pouco depois o furação dissipou-se.

## Preparações
Quando Ada chegou na região Norte de Queensland, a BoM emitiu alertas de furacão a cada três horas, com boletins mais frequentes, ocasionalmente, lançados conforme necessário. Os avisos de inundações foram emitidos para bacias hidrográficas mais suscetíveis como os rios Pioneer e Connors. Avaliações posteriores revelou que as transmissões locais de alertas às vezes foram atrasadas por várias horas ou não foram feitas, e a conscientização pública geralmente era inadequada. Em uma tentativa equivocada de controlar o pânico, uma estação de rádio anexou o aviso da BoM com uma mensagem não aprovada de que não havia motivo para desespero, por causa do pequeno tamanho do furacão. Devido à natureza incomum do elemento, incluindo sua demorada chegada em algumas áreas, muitos residentes criticaram ou desconsideraram as previsões. Além disso, muitos turistas na região não estavam familiarizados com os perigos dos ciclones tropicais. Pesquisas públicas serviram de base para a criação sistemas de alerta atualizados e  geração de mais campanhas educacionais para furacão; essas iniciativas foram creditadas com a salvação de vidas e propriedades em tempestades posteriores, como o furacão Althea, em dezembro de 1971.

## Impacto

Vista aérea da destruição na ilha Daydream.

Um barco arrastão de 16,7 m (55 pés) nomeado Whakatane estava perto do litoral e desapareceu enquanto navegava de Mackay para Townsville. A busca da embarcação e seus sete ocupantes foi suspensa em 26 de janeiro após os destroços, que se acredita serem de Whakatane, serem encontrados perto da ilha Long. De acordo com BoM, as tragédias marítimas durante o Ada provavelmente foram causadas pelas respostas atrasadas ou insuficientes às advertências. Alguns proprietários de barcos permaneceram a bordo de seus navios ao longo do furacão e outros tentaram deslocar seus barcos para locais diferentes durante a calmaria do olho do Ada. Houve um relato de que cinco homens desapareceram depois que se aventuraram na tempestade para garantirem um barco ancorado na ilha Hayman. Em geral, o dano da tempestade foi estimado em 12 milhões de dólares australiano, o equivalente a mais de 1 bilhão nos valores de 2012 quando contabilizado o crescimento e a inflação. Acredita-se que Ada tenha matado 14 pessoas, sendo 11 delas no mar.

### Ilhas Whitsunday
No arquipélago Whitsunday, o impacto foi mais grave nas ilhas Hayman, Long, Daydream, South Molle e Hook. Os ventos máximos durante o fenômeno não foram registrados, mas com base na gravidade do dano, estima-se que as rajadas possam ter excedido 220 km/h (140 mph). Muitas árvores foram derrubadas ou tirada suas folhagens. Em todas as ilhas, Ada devastou resortes e barcos, forçando centenas de turistas a aguardarem o resgate de emergência.
A maioria das cabines turísticas foram destruídas na ilha de South Molle, onde uma mulher presa em uma das estruturas foi morta e seu parceiro gravemente ferido, com prejuízos somados em 500 mil dólares australiano. Na ilha Hayman, os ventos destelharam a maioria das cabines e outros edifícios, representando cerca de 1 milhão de dano. A ilha Long foi submetida ao quadrante dianteiro esquerdo do Ada — a parte mais intensa da tempestade — e o Palm Bay Resort foi devastado, sobrando apenas algumas cabanas. No entanto, outro resorte no lado oeste da ilha escapou relativamente ileso. O maior resort do Whitsunday na época, na ilha Daydream, foi destruído, necessitando de 400 mil dólares para reconstruir. Cerca de 150 turistas abrigaram-se numa sala de recreação, que foi a única grande parte intacto num edifício na Daydream. Quase todos os edifícios da Hook ficaram destruídos, e quatro homens permaneceram na ilha por uma semana após a tempestade. Mais ao sul, os mares agitados quebraram um molhe de pedra de 90 m (300 pés) na ilha Brampton.

### Continente
As chuvas torrenciais se estenderam ao longo da maioria das áreas rurais da costa de Bowen a Mackay, enquanto os ventos mais fortes estavam concentrados na área de Cannonvale a Shute Harbour e se estendiam para o interior de Proserpine. Em nove horas de ventania foram destruídas ou danificadas cerca de 40% das casas em Proserpine, o qual foi descrito como a pior furacão na história da cidade. As árvores foram arrancadas, colheitas arruinadas, e as dependências residenciais foram derrubadas. Em outros lugares, como Shute Harbor, um motel e as poucas casas foram demolidos, juntamente com 85% das casas em Airlie Beach e quase todas as 200 residências de Cannonvale. De acordo com Ron Camm, o Ministro das Minas e Estradas Principais, o furacão obrigou 750 pessoas abandonarem suas casas. Cerca de 200 vítimas buscaram refúgio em uma escola em Cannonvale que serviu de abrigo de emergência.
À medida que a ventania diminuiu, o furacão enfraqueceu e caiu cerca de 1,25 metros de chuva, resultando em inundações maciças de um rio perto da costa. Alguns locais receberam até 860 mm de precipitação em apenas 24 horas. O rio Pioneer, em Mackay, e o rio Don, em Bowen, sofreram graves inundações; o último ultrapassou uma ponte em 3 metros (10 pés), enquanto o primeiro estava bem acima do limite e aumentava 1 metro (3,3 pés) por hora. Um centro comercial em Mackay foi inundado a 1 metro. Algumas hidrovias se aproximaram dos níveis recordes alcançados anteriormente, e um riacho ao norte de Proserpine aumentou 11 km (7 mi) de diâmetro. Muitas fazendas foram inundadas, perdendo gados, máquinas e culturas. As torrentes destruíram pontes e estradas e cortou as comunicações, isolando comunidades como Proserpine e Airlie Beach por vários dias. Como resultado, centenas de motoristas ficaram encalhados em um longo trecho na Rodovia Bruce e duas pessoas morreram na área devastada por inundações, incluindo um soldado que se afogou perto de Proserpine. Do norte de Bowen a Townsville, as chuvas mais modestas durante o Ada mostraram-se benéficas, ajudando aliviar as longas secas.

## Consequências
Após o ocorrido, saqueadores viajaram a Proserpine para roubarem casas e barcos destruídos. A força policial composta por nove oficiais não conseguiu controlar os assaltos, e um esquadrão anti-furto chegou logo à cidade. Os soldados do Exército Australiano e os aviões da Força Aérea enviados para às ilhas Whitsunday evacuaram cerca de 500 pessoas. Enquanto isso, os barcos da Marinha resgatavam pessoas feridas que exigiam tratamento médico urgente, e os cidadãos comuns também se ofereceram para ajudar hóspedes dos escombros de resortes; em janeiro de 2014, um capitão de navio local foi formalmente homenageado pelo deputado George Christensen e pelo então primeiro-ministro Campbell Newman pela sua ajuda na evacuação de 180 pessoas da ilha Daydream.
Como os recursos financeiros de Queensland estavam curtos por causa de uma seca intensa e contínua, o Governo da Austrália concordou em dividir uniformemente os custos para a restauração dos danos causados pelo Ada; estas despesas normalmente seriam por conta do estado. Em agosto de 1970, os governos estaduais e federais doaram um total de 708 mil dólares australiano em subsídios para a reparação dos prejuízos causados pelas inundações em Bowen. O nome de Ada foi retirado da "lista de nomes de ciclones tropicais australianos" devido ao seu severo impacto.
Nas ilhas, cerca de 400 trabalhadores apressaram-se para repararem os resortes antes da grande temporada turística; em meados de maio, cerca de 100 cabines turísticas foram reconstruídas e 20 barcos foram restaurados. As ilhas Hayman e Daydream reabriram para os hóspedes em junho e agosto de 1970, respectivamente. A ilha South Molle mudou de proprietário várias vezes durante a década de 1970, pois estava lutando para recuperar seu sucesso pré-Ada, e muitas das outras ilhas de resorte também foram vendidas, pois seus donos não conseguiram atender aos custos das restaurações. A destruição de centro de férias no Whitsunday provocou uma grande queda na receita do turismo australiano. Décadas depois, Ada ainda é considerado um evento "definidor" no desenvolvimento da região. Em 2016, o deputado de Whitsunday, Jason Costigan, manifestou seu desejo de criar um memorial na área para as vítimas do furacão.